# Dolknäbbar
Dolknäbbar (Schistes) är ett litet släkte med fåglar i familjen kolibrier som återfinns i Sydamerika.
- Östlig dolknäbb (Schistes geoffroyi)
- Västlig dolknäbb (Schistes albogularis)

Tidigare behandlades de som en och samma art med namnet kilnäbbskolibri (Schistes geoffroyi).